# Proteus 911
I Proteus 911 sono una band post rock italiana.

## Storia del gruppo
La band esordisce con un EP dal nome Sinfonie dal mondo delle cose perse ma il successo arriverà solo con Apòkrifos che viene apprezzato non solo dalla critica contemporanea ma anche dal pubblico.
Secondo la rivista Il Mucchio Selvaggio quest'album è il miglior esordio del 2003: “Apòkrifos nonostante la sua complessità e la scarsa fruibilità musicale si classifica al secondo posto nello speciale premio dedicato ai migliori dischi esordienti su oltre 300 esordi".. Lo stesso anno partecipano ad una compilation tra band esordienti. Nel 2007 hanno effettuato un tour.
A cavallo tra il 2008 e il 2009 esce il loro terzo album di inediti: Where Roses Fall, apprezzato dalla critica specializzata.
Dal 2009 il progetto è fermo e Massimiliano Gallo e Cristian Motta collaborano con la cantautrice Eco Nuel.
La band vanta aperture a concerti degli Shellac di Steve Albini, Sparklehorse, R.E.M., Devics, Karate, si è inoltre esibita sul palco del MEI e su quello del Neapolis Festival, ha vinto Arezzo Wave e si è ben qualificata al concorso Rock Targato Italia.

## Formazione
- Massimiliano Gallo: chitarra, pianoforte, piano rhodes, drums, voce, testi, sound engineer.
- Victoriano Maria Labanchi: basso elettrico, basso acustico, chitarra e testi
- Cristian Motta: batterie drum machine radio synth (non c'è in Where Roses Fall)
- Eco Nuel: voce e testi (Where Roses Fall)

## Discografia
- 2000 - Sinfonie dal mondo delle cose perse EP (Nocturne Records)
- 2002 - Apòkrifos (Nocturne Records)
- 2008 - Where Roses Fall (Chi-Qi)

## Partecipazioni a compilation
- 2003 - PO BOX 52 Vol.1 (Wallace Records / Audioglobe)
- 2003 - Fragments (Psychotica Records/Goodfellas) con il brano Rumore di vetri infranti